# Sukamakmur (Sukakarya)
Sukamakmur is een bestuurslaag in het regentschap Bekasi van de provincie West-Java, Indonesië. Sukamakmur telt 7258 inwoners (volkstelling 2010).